# لشکر ۴۸ (میدلند جنوبی)
لشکر ۴۸ (انگلیسی: 48th) لشکر پیاده‌نظام نیروی زمینی بریتانیا بود، که در سال ۱۹۰۸ تأسیس شد و در سال ۱۹۴۵ منحل گردید. این لشکر در خلال جنگ جهانی اول و جنگ جهانی دوم به‌عنوان یگان عمل‌کننده در نبردها شرکت داشت.
این لشکر که بخشی از نیروی زمینی بود و در سال ۱۹۰۸ تشکیل شد، در ابتدا لشکر میدلند جنوبی نامیده می‌شد و در سال ۱۹۱۵ به لشکر ۴۸ (میدلند جنوبی) تغییر نام داد. در طول جنگ جهانی اول، این لشکر قبل از انتقال به جبهه ایتالیا در نوامبر ۱۹۱۷ و باقی ماندن در آنجا برای بقیه جنگ، در جبهه غربی خدمت کرد.
این لشکر که در سال ۱۹۲۰ در ارتش زمینی به عنوان لشکر ۴۸ پیاده (میدلند جنوبی) اصلاح شد، در جنگ جهانی دوم با نیروی اعزامی بریتانیا در بلژیک و فرانسه به طور فعال خدمت کرد و قبل از تخلیه از دانکرک به بریتانیا، در دسامبر ۱۹۴۲ به یک لشکر ذخیره آموزشی تبدیل شد و تا آخر جنگ در بریتانیا در همان وضعیت باقی ماند. این لشکر که پس از جنگ منحل شد، دیگر اصلاح نشد. در هر دو جنگ جهانی، این لشکر یک تشکیلات ذخیره خط دوم ایجاد کرد؛ لشکر ۶۱ (دومین لشکر میدلند جنوبی) در جنگ جهانی اول و لشکر ۶۱ در جنگ جهانی دوم.